# (9291) Alanburdick
(9291) Alanburdick es un asteroide perteneciente al cinturón de asteroides descubierto el 17 de agosto de 1982 por el equipo del Observatorio Oak Ridge desde la Estación George R. Agassiz, Estados Unidos.

## Designación y nombre
Alanburdick se designó inicialmente como 1982 QO.
Más adelante, en 2000, fue nombrado en honor del naturalista y escritor estadounidense Alan Burdick.

## Características orbitales
Alanburdick orbita a una distancia media del Sol de 3,062 ua, pudiendo alejarse hasta 3,375 ua y acercarse hasta 2,749 ua. Su inclinación orbital es 10,12 grados y la excentricidad 0,1022. Emplea en completar una órbita alrededor del Sol 1957 días. El movimiento de Alanburdick sobre el fondo estelar es de 0,1839 grados por día.

## Características físicas
La magnitud absoluta de Alanburdick es 13.